# روش جنگ (فیلم)
روش جنگ (انگلیسی: The Way of War) یک فیلم آمریکایی محصول سال ۲۰۰۹ به کارگردانی جان کارتر و با بازی کوبا گودینگ جونیور ، جان تری ، لنس ردیک ، جی. کی. سیمونز ، کلارنس ویلیامز سوم و ژاکلین دسانتیس است . فیلمنامه توسط جان کارتر و اسکات شافه نوشته شده است. فیلمبرداری عمدتاً در بتن‌روژ، لوئیزیانا ، لوئیزیانا انجام شده است.

## داستان
یک فرد شبه نظامی بعد از اینکه یک توطئه را کشف می‌کند دست به کار میشود تا افشا سازی کند. او درمیابد که گروهی قصد ایجاد توطئه برای به راه انداختن یک جنگ را در سر دارند ...